# Politiques

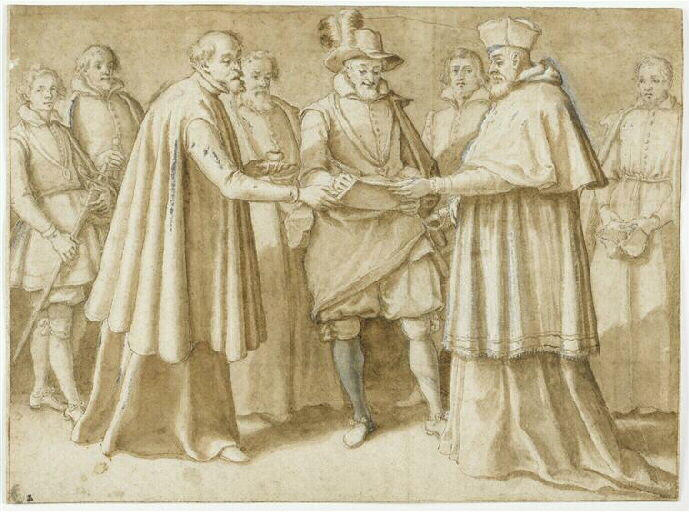
Abjuración de Enrique IV.

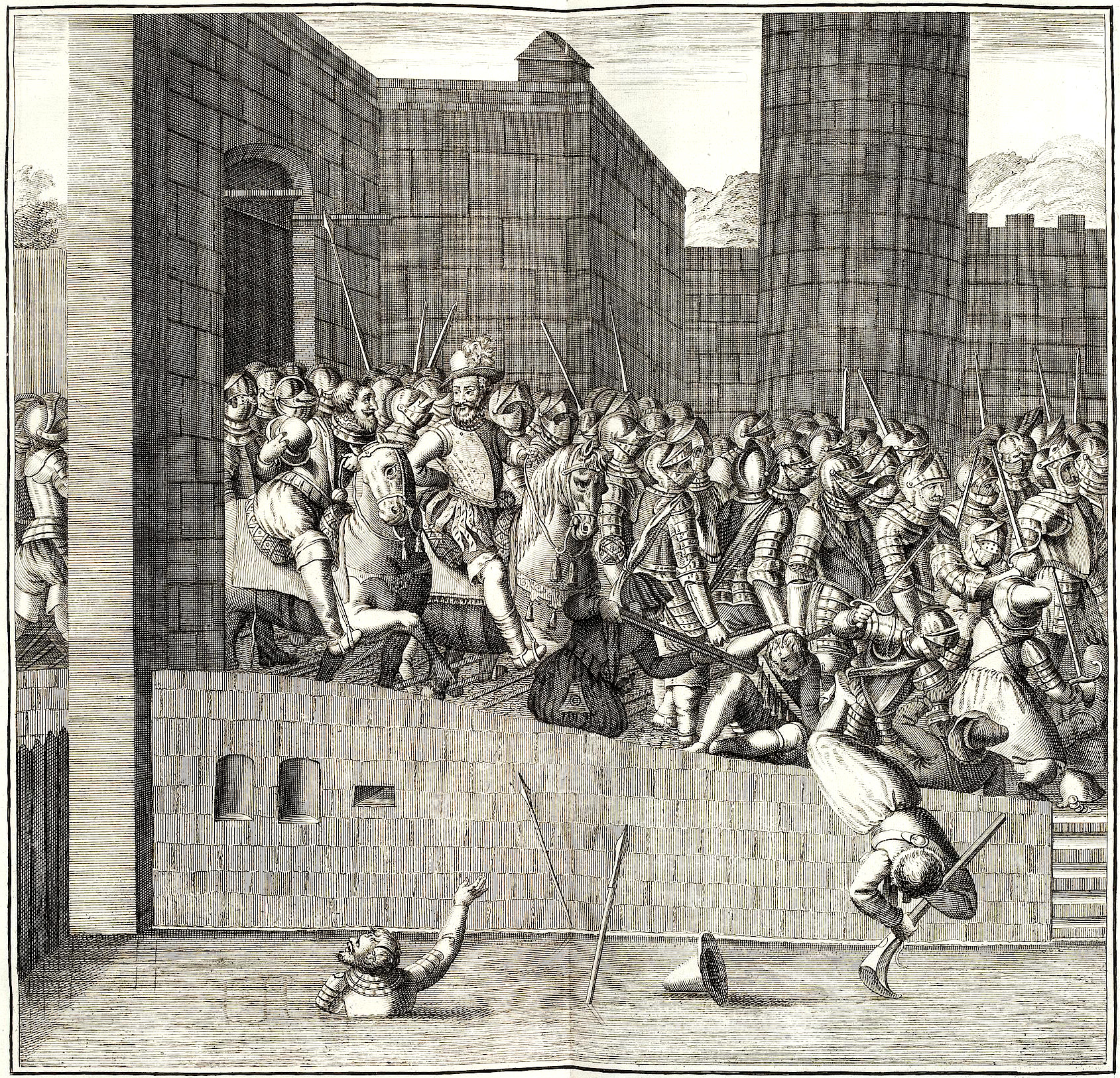
Entrada de Enrique IV en París.

Politiques ("políticos", en lengua francesa) fue la denominación que se dio durante las guerras de religión en Francia (a partir de 1568) a un grupo de intelectuales (muchos de ellos juristas), procedentes de la facción moderada de ambos bandos (hugonotes -protestantes- y católicos) que coincidían en la necesidad de restaurar la unidad política mediante una fuerte monarquía y el reconocimiento de algún tipo de tolerancia religiosa. Desde 1588 eran vistos como un grupo organizado, y presentados por sus adversarios (especialmente la Liga Católica) como herejes. Desde ese punto de vista, el término se utilizaba como peyorativo, identificándolo con el indiferentismo religioso y la ambigüedad moral.  
Inicialmente eran presentados de forma conjunta con el grupo de los malcontents (los nobles que se oponían a la influencia de los Guisa y su relación con la Monarquía Hispánica de Felipe II).
En su búsqueda de fundamentos firmes para la paz y seguridad en Francia, los politiques defendían la separación de los ámbitos religioso y lo político, así como la supremacía de la soberanía del rey sobre cualquier otra potestad interna o externa (particularismos locales y estamentales o poderes universales). Cierta relación guardan estos principios con la evolución posterior de la monarquía francesa hacia el absolutismo y la interpretación galicana de las relaciones Iglesia-Estado, que culminó a finales del siglo XVII con Luis XIV; aunque mucho más se identifican con el reinado de Enrique IV, el candidato protestante al trono que optó por convertirse al catolicismo para lograr el consenso más amplio (París bien vale una misa), y promulgó el Edicto de Nantes que garantizaba a los hugonotes la libertad de culto en determinados lugares (1598, revocado precisamente por su nieto Luis XIV con el Edicto de Fontainebleau, 1685).

## Véase también

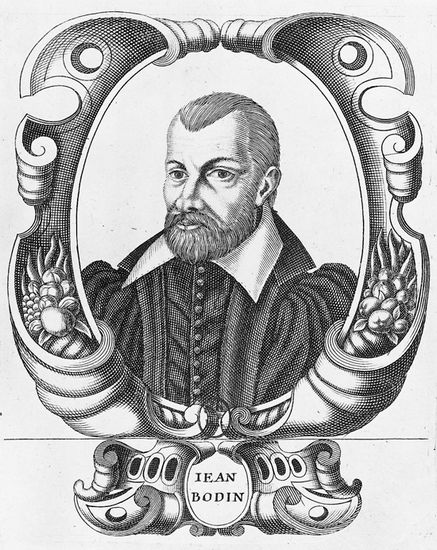
Bodino.
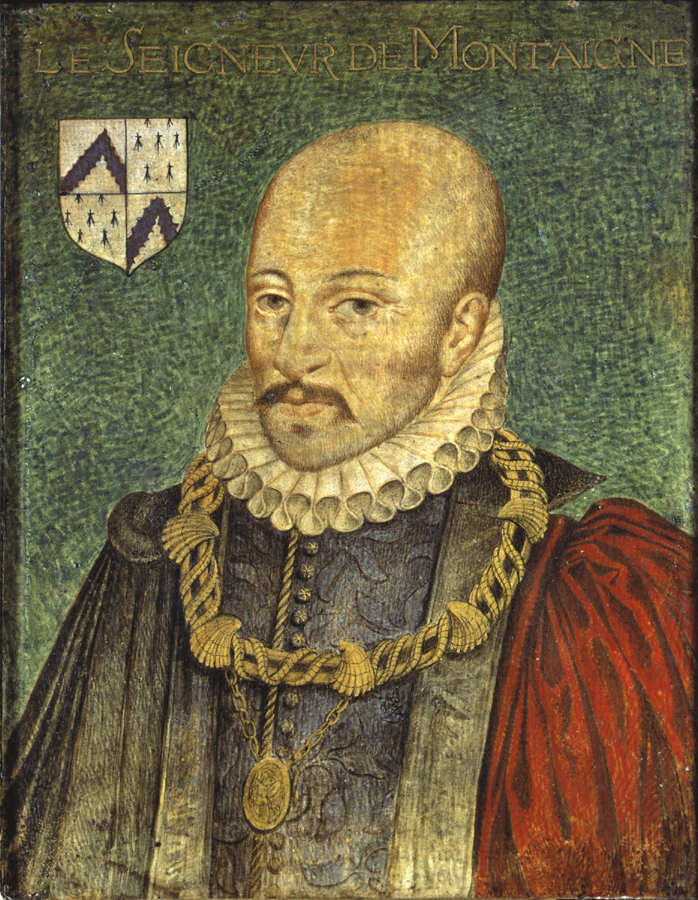
Montaigne.
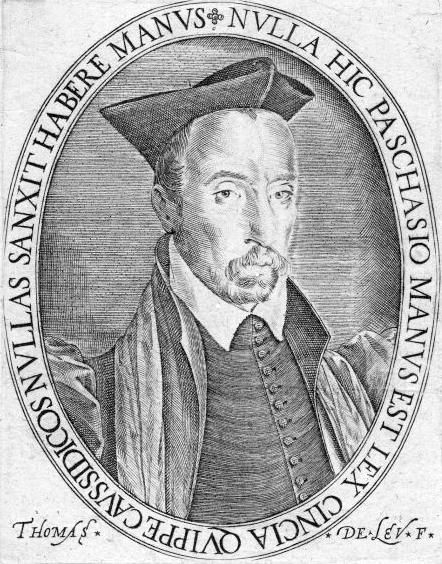
Pasquier.
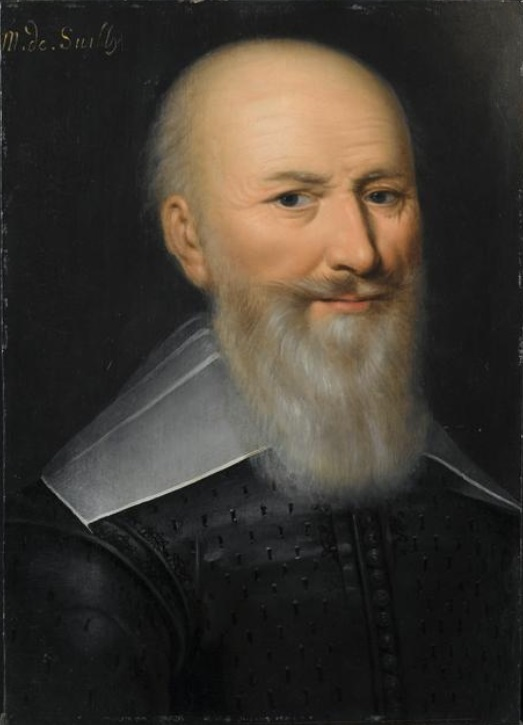
Sully.
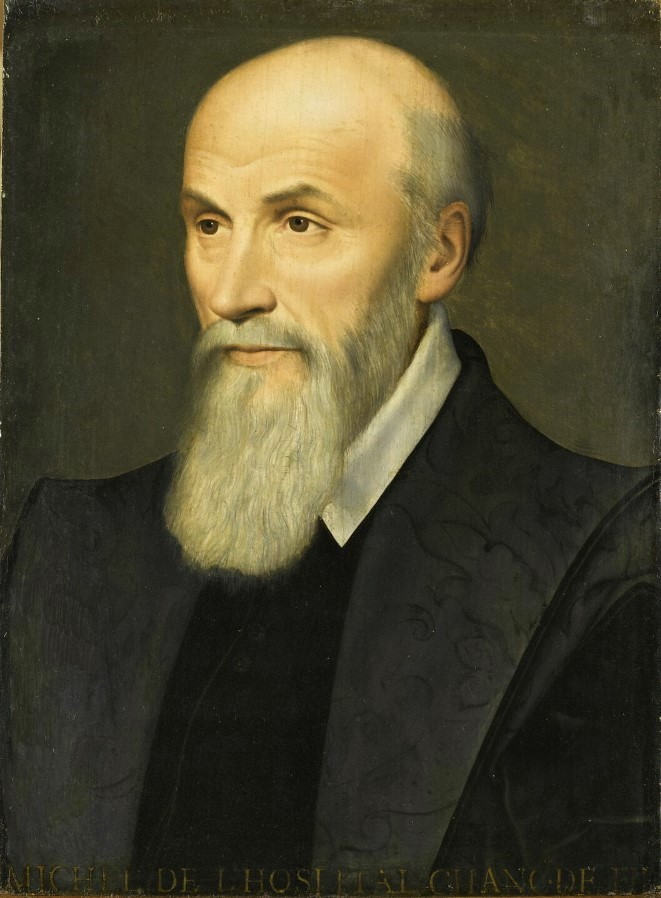
L'Hopital.
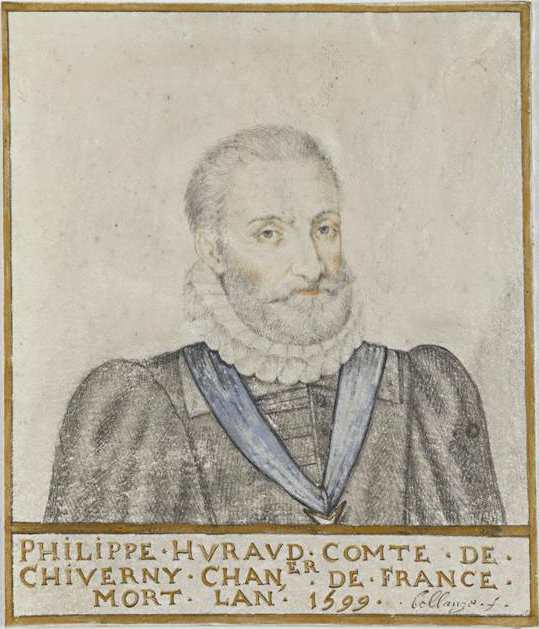
Hurault.